# كاريليا الشرقية

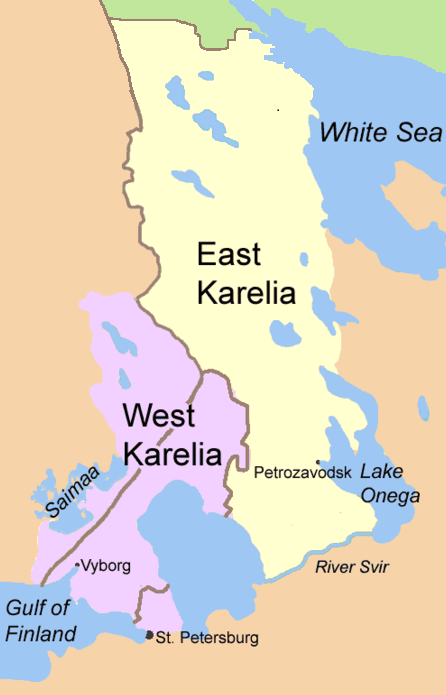

كاريليا الشرقية (بالفنلندية Itä-Karjala) ، اسم لجزء من كاريليا أنه منذ التوقيع على معاهدة ستولبوفو في العام 1617 ، ظلت تحت هيمنة المسيحية الأرثوذكسية الروسية. هو فصل من الجزء الغربي من كاريليا، ودعا كاريليا الفنلندية أو تاريخيا كاريليا السويدية (قبل 1808). معظم كاريليا الشرقية هي الآن جزء من جمهورية كاريليا داخل الاتحاد الروسي. ويتألف أساسا من المناطق التاريخية القديمة و أنوس و فينا .